# Танчук Оксана Михайлівна
Танчук Оксана Михайлівна — українська поетеса, один з яскравих представників постмодернізму. Видала поетичну збірку «Метафора», яка вийшла друком у видавництві Крок 2017 року.

## Біографія і творчість

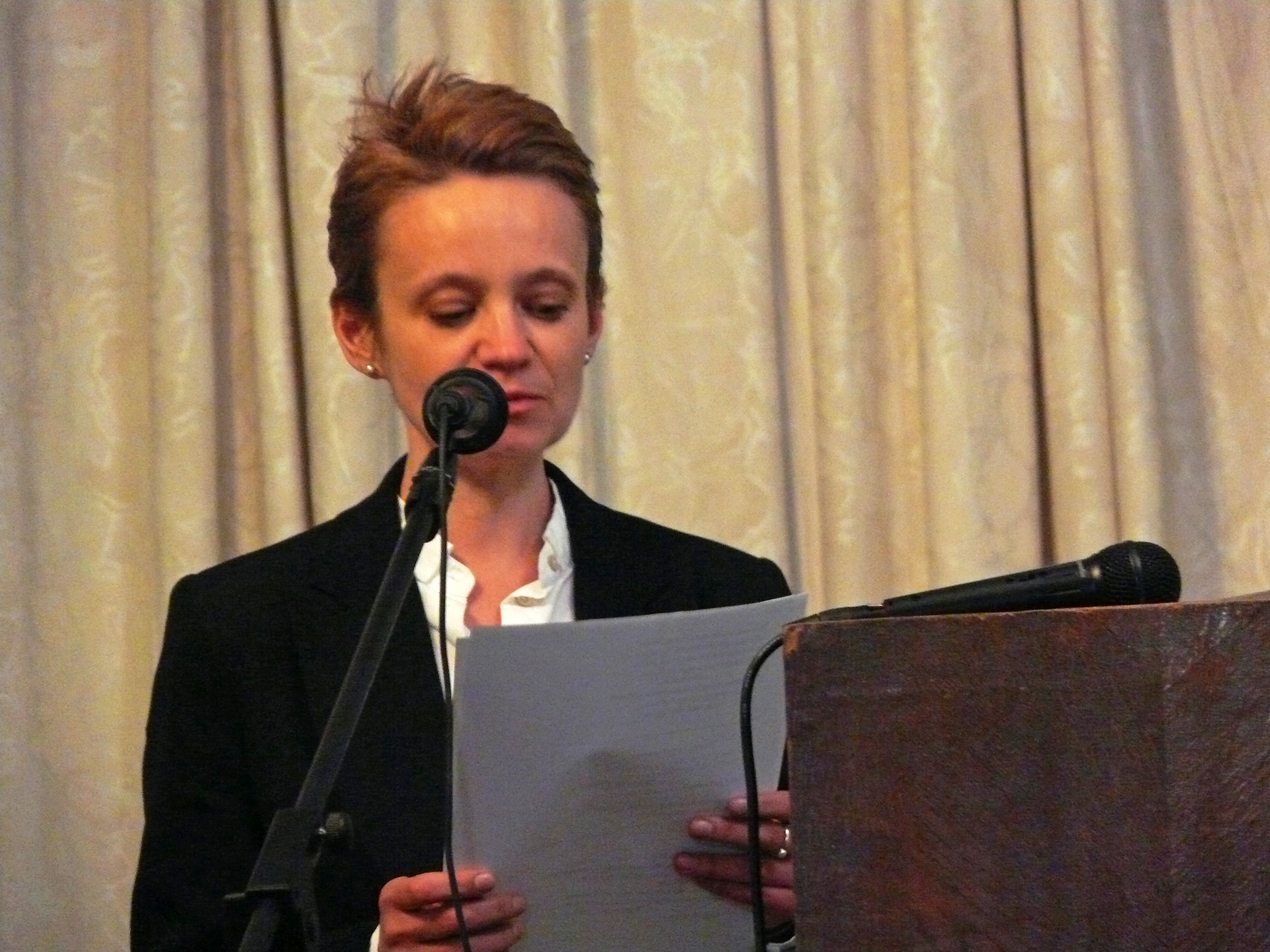
Творчий вечір Оксани Танчук у Національній спілці письменників України 3 березня 2017 року

Живе і працює в Києві. Народилася 9 листопада 1971 року на Івано-Франківщині. Навчалася на філологічному факультеті Чернівецького національного університету.
Поезії Оксани Танчук характерна особлива оригінальність, метафоричність, густина і космогонічність поетичної мови. Письменник і літературний критик Олег Поляков відзначає деміургійний підхід у її поетичній творчості, де поет діє як спів-творець, носій особливої мови, яка є не лише засобом зображення і осмислення буття, а й проникнення у сфери незвіданного і незбагненного, відкриття нових граней і значень поетичного слова, «створення Всесвіту з нуля».
Лауреат Національної премії ім. Тараса Шевченка В'ячеслав Медвідь характеризує її поезію як метафору-притчу, трактат, міфологічне видиво і вважає, що її поезія в своїй стихійності розгортається «не як текст, а як промисленність у буття».
Поет і художник, лауреат низки літературних премій Михайло Шевченко стверджує, що поезія Оксани Танчук «не має „близнюків“ у нашій літературі… вона бачить цей світ так, як ніхто інший не бачить його — і в порухах, і в зоровому просторі, і в таємничій формі рухливих симпатій, і в формі явлення на очі людські всього, без чого цього світу нема». На його думку, Оксана Танчук є одним з найбільш яскравих представників сучасного літературного авангарду.
Група дизайнерів Olena Nevertii PARA Platform створила оригінальні експериментальні зразки одягу із зображенням цитат з її поезій, назвавши колекцію одягу «Прибулець до себе».